# قناة سيزوستريس

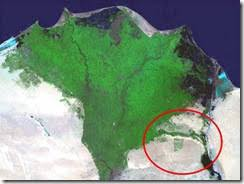
صورة قناة سيزوستريس من القمر الاصطناعي

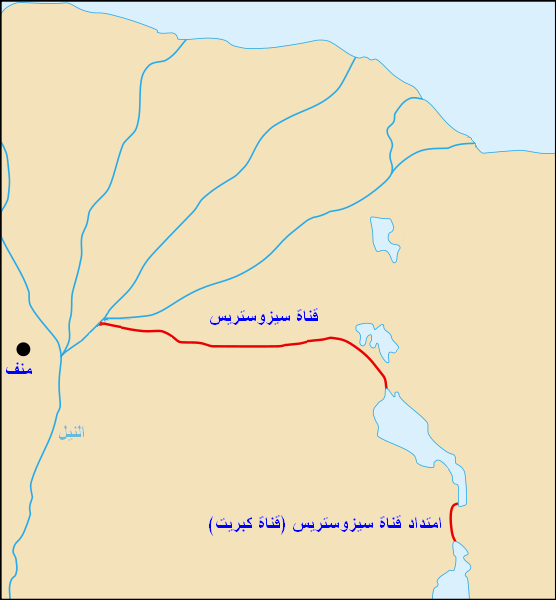
قناة سيزوستريس

قناة سيزوستريس هي قناة مائية أُنشئت في عهد سنوسرت الثالث عام 1850 ق.م لتربط ما بين البحر الأحمر والبحر المتوسط عن طريق النيل سميت هذه القناة قناة سيزوستريس (التسمية الإغريقية لسنوسرت) وأنشأ امتدادها وأسماها قناة (كبريت) أدى ذلك إلى ازدياد حركة التجارة مع مصر وبلاد بونت وبين مصر وجزر البحر المتوسط (كريت وقبرص). كان ذراعي القناة تمتد من الفرع البيلوزي من دلتا النيل بالقرب من مدينة باستيت في الزقازيق بالشرقية وهو أحد فروع القديمة المندثرة من الدلتا وتمر غربا بوادي الطميلات ومدينة بيتوم في الإسماعيلية ثم تتجه جنوبا وتتصل بالبحيرات المرة ومنها إلى خليج السويس عبر قناة كبريت المائية.

## تاريخ القناة

### العصر المصري القديم
جاء سيتي الأول ملكا على مصر خلفاً لأبيه رمسيس الأول، وقد اختلف المؤرخون في دوره في حفر القناة، ولكن الأرجح أنه أعاد حفر القناة في عهده من عام 1319 ق.م ـ 1300 ق.م.
الملك نخاو الثاني هو أحد ملوك الأسرة السادسة والعشرين، فكر في حفر قناة تصل بين النيل والبحر الأحمر وحول هذا الموضوع يقول هيرودوت (القرن الخامس ق.م): "أنجب إبسماتيك الأول نخاو الثاني الذي حكم مصر وهو أول من شرع في حفر القناة التي تؤدي إلى بحر أروتوري (البحر الأحمر).

### العصر الفارسي
في عهد الاحتلال الفارسي لمصر، ظهرت أهمية برزخ السويس، حيث ازدهرت خطوط المواصلات البحرية بين مصر وبلاد فارس عبر البحر الأحمر، وإبان حكـم الملك دارا الأول ملك الإمبراطورية الأخمينية من عام 522 ق.م ـ 485 ق.م الذي أعاد الملاحة في القناة، وتوصيل النيل بالبحيرات المرة، وربط البحيرات المرة بالبحر الأحمر.

### العصر اليوناني والروماني
عندما فتح الإسكندر الأكبر مصر عام 332 ق.م أشرف على تخطيط مشروع القناة لنقل سفنه الحربية من ميناء الإسكندرية وميناء أبي قير بالبحر المتوسط إلى البحر الأحمر عبر الدلتا والبحيرات المرة، كما بدأ تنفيذ مشروع قناة الشمال، إلا أن المشروعين توقفا لوفاته.
وفي القرن الثالث قبل الميلاد قام بطليموس الثاني 285 ق.م باستكمال هذه القناة وأصبحت ممتدة من النيل حتى «أرسناو» (السويس حالياً) ولكن البيزنطيين أهملوها فطمرتها الرمال.
وأثناء الحكم الروماني لمصر، وفي عهد الإمبراطور الروماني تراجان عام 117 م أعاد الملاحة للقناة، وأنشأ فرع جديد للنيل يبدأ من «فم الخليج» بالقاهرة، وينتهي في «العباسة» بمحافظة الشرقية، متصلاً مع الفرع القديم الموصل للبحيرات المرة. واستمرت هذه القناة في أداء دورها لمدة 300 عام، ثم أهملت وأصبحت غير صالحة لمرور السفن.

### العهد الإسلامي
عندما فتح المسلمون مصر في عهد الخليفة عمر بن الخطاب على يد الوالي عمرو بن العاص عام 640 م أراد توطيد المواصلات مع شبه الجزيرة العربية، فأعاد حفر القناة من الفسطاط إلى القلزم (السويس). وأطلق عليها قناة أمير المؤمنين. وكان المشروع في واقع الأمر ترميماً وإصلاحاً للقناة القديمة. كان ذلك في عام 642 م واستمرت هذه القناة تؤدي رسالتها ما بين 100 إلى 150 عاماً..إلى أن أمر الخليفة أبو جعفر المنصور بردم القناة تماماً، وسدها من ناحية السويس، منعاً لأي إمدادات من مصر إلى أهالي مكة والمدينة الثائرين ضد الحكم العباسي.
ومن ثم أغلق الطريق البحري إلى الهند وبلاد الشرق وأصبحت البضائع تنقل عبر الصحراء بواسطة القوافل وأغلقت القناة حتى عام 1820. ثم حفرت بعد ذلك ولكن تغير مجراها وتغير اسمها إلى قناة السويس

## وصلات خارجية
- ذكر حفر خليج أمير المؤمنين، فتوح مصر وأخبارها، ابن عبد الحكم، الموسوعة الشاملة
- ذكر الخلجان التي شقت من النيل نسخة محفوظة 4 مارس 2016 على موقع واي باك مشين.، المواعظ والاعتبار في ذكر الخطط والآثار، المقريزي، الموسوعة الشاملة